# 艾丽斯·皮尔斯
艾丽斯·皮尔斯（英語：Alice Pearce，1917年10月16日—1966年3月3日），美国女演员。曾获得黄金时段艾美奖喜剧类电视系列剧最佳女配角。